# Чуштаськем
Чуштаськем — деревня в Кизнерском районе Удмуртии, входит в Безменшурское сельское поселение. Находится в 27 км к северо-западу от Кизнера, в 63 км к западу от Можги и в 130 км к западу от Ижевска.

## География
В деревне находится 3 улицы: Верхняя, Центральная, Черёмуховая.

В 2 километрах река Казанка. 